# Adriana La Cerva
Adriana La Cerva fiktivni je lik iz HBO-ove televizijske serije Obitelj Soprano koju je glumila Drea de Matteo. Ona je bila dugogodišnja djevojka, a kasnije i zaručnica štićenika Tonyja Soprana, Christophera Moltisantija.

## Povijest lika
Adriana je bila poznata kao mafijaška djevojka iz snova jer je odrasla u mafijaškom okruženju, kao nećakinja Jackieja i Richieja Aprilea. Odrastajući, vidjela je mnoge zločine, ali nije postala odbojna prema mafijaškom životnom stilu. Adriana je isprva portretirana kao plitka materijalistica, zainteresirana samo za ono što Christopherov novac može kupiti: skupe automobile, cipele, nakit, drogu, dizajnersku odjeću i krzno. Međutim, par je postao bliskiji, a ona se kasnije uvijek brinula za Christopherovo dobro (kao i svoje). Uvijek je bila vrlo ambiciozna te htjela voditi vlastiti posao. Kasnije je postala upraviteljica Christopherova kluba Crazy Horse u Long Branchu, koji je postao poprilično uspješan. Christopherovi česti nasilni ispadi učinli su je čestom žrtvom obiteljskog nasilja.

### Doušnica
FBI je ciljao na Adrianu kao na potencijalnu slabost u obiteljskoj organizaciji. Nakon smrti "Big Pussyja" Bonpensiera, FBI se okrenuo Adriani kao na zvijezdu u usponu u obitelji te poslao specijalnu agenticu Deborah Ciccerone da se sprijatelji s njom. Ciccerone se uspješno sprijateljila s Adrianom, ali je FBI morao prekinuti misiju jer se Christopher počeo udvarati Ciccerone. Bez obzira na to, FBI je saznao za Christopherov problem s heroinom, za koji su znali da će razbjesniti Tonyja Soprana, te pretvorili Adrianu u doušnicu zaprijetivši joj zatvorom zbog raspačavanja kokaina u noćnom klubu kojeg je vodila.
Iz odanosti prema Christopheru, Adriana je izbjegavala odavati bilo kakve važnije informacije o obitelji te se trudila izbjegavati kuću obitelji Soprano kako ne bi imala ništa za reći FBI-u. Njezine varke su je dohvatile kad je FBI saznao za njezinu ulogu u prikrivanju ubojstva u njezinom klubu i zaprijetili joj tužbom za sudioništvo u ubojstvu osim ako im ne ponudi potpunu suradnju. Ona je odlučila otkriti svu istinu o Christopheru, nadajući se kako će pobjeći zajedno i početi nove živote. Christopherova odanost svojoj obitelji ispala je veća nego njezina ljubav za nju kad je Tonyju otkrio da je Adriana doušnica. Tony je dao Silviju Danteu, pod lažnom izlikom da je vodi Christopheru (za kojeg su Adriani rekli kako je pokušao počiniti samoubojstvo), da je ubije istog dana. Kao što je to slučaj s Richiejem Aprileom, Big Pussyjem Bonpensierom i Ralphom Cifarettom nitko ne zna točno što joj se dogodilo. Carmela, zajedno s mnogim drugima, vjeruje kako se odselila nakon prekida s Christopherom.

## Vanjske poveznice
- Profil Adriane La Cerve na hbo.com
- Adriana La Cerva u internetskoj bazi filmova IMDb-u